# Zaghawa
Zaghawa (Eigenbezeichnung Beri) ist eine schwarzafrikanische Ethnie, die in der Region Wadai im Osten Tschads und im benachbarten Darfur im Sudan lebt. Die Zaghawa sind kulturell teilweise arabisiert, sie betreiben überwiegend Ackerbau und Viehzucht, kleinere Gruppen leben nomadisch. Sie sprechen als Muttersprache das Zaghawa (Beria) und haben ihre eigene Schrift, die Zaghawa-Schrift.

## Geschichte
Die Zaghawa tauchen seit dem 8. Jahrhundert in den Schriften der arabischen Geographen auf. Die erste Nennung des Namens findet sich 730 bei Wahb ibn Munabbih. Zaghawa wurden bei al-Ya'qubi 872 als Volk von Kanem im Gebiet nordwestlich des Tschadsees erwähnt, wo sie als Nomaden ohne permanente Siedlungen in Hütten lebten. Die dortigen Zaghawa gelten als Gründervolk von Kanem. Mitte des 10. Jahrhunderts schilderte al-Muhallabi, die Zaghawa betrieben in einem großen, aber dünn besiedelten Gebiet Ackerbau und Viehzucht. Sie wurden bereits bei ihrer ersten schriftlichen Erwähnung als Muslims bezeichnet, dagegen beschreibt al-Muhallabi ihre Religion als Verehrung eines Gottkönigs, von dem sie glauben, dass er Leben und Tod bringt und über unbeschränkte Macht über sein Volk verfügt. Sie stellten sich vor, der König würde kein Essen zu sich nehmen, und jeder, der in die Nähe der Kamele kam, die des Königs Nahrung trugen, wurde sofort getötet. Das Volk bekleidete sich höchstens mit Tierhäuten, während der König offensichtlich importierte Woll- und Seidenstoffe trug. Eine der größten Siedlungen hieß laut al-Muhallabi Manan. Bei Manan (oder Matan) könnte es sich um die frühe Zaghawa-Hauptstadt von Kanem gehandelt haben. Die Hauptstadt wechselte nach Njimi, als mit der Ausbreitung des Islams die Sefuwa-Dynastie an die Macht kam. Bis zu ihrem Sturz durch die Sefuwa 1068 stellten Zaghawa möglicherweise die Führungsschicht des Kanem-Reiches, die in der Königschronik Diwan als Duguwa bezeichnet wird. Al-Mas'udi (um 895–957) beschreibt dagegen Zaghawa und Kanem als unterschiedliche Völker. Diese Vorstellung vom Anfang des Kanem-Reichs wird dadurch unterstützt, dass in lokalen Chroniken der Kanem ein Volk der Zaghawa nicht erwähnt wird. Zaghawa könnten, ohne zum Kanem-Reich gehört zu haben, von den Kanembu vertrieben worden sein. Eine dritte Theorie verwendet die Bezeichnung Zaghawa für eine größere Zahl von Volksgruppen in dem Gebiet.
Al-Yaqubi und al-Idrisi beschrieben den Siedlungsraum der Zaghawa weit westlich des Tschadsees. Erst ab dem 13. Jahrhundert wurden die Zaghawa auch östlich von Kanem lokalisiert. Es handelte sich wohl um Zaghawa, die sich der kulturellen Assimilation in das islamisierte Kanem-Reich widersetzen wollten und als Reaktion nach Osten zogen. Das könnte eine Erklärung für den hohen Anteil afrikanischer Glaubensvorstellungen bei den Zaghawa sein. Der alte Name hat bei den im Grenzgebiet des Tschads und des Sudans lebenden Volksgruppen bis heute überlebt, teilweise fühlen sie sich geschichtlich mit dem Reich „Bornu“ verbunden. Bei der Vermittlung historischer Kenntnisse lieferten Araber, die seit der Mitte des 14. Jahrhunderts auf Karawanenwegen vom Nil in das Gebiet von Darfur, Wadai und Kanem einwanderten, die zuverlässigsten Quellen.

## Verbreitung
Das angestammte Siedlungsgebiet der Zaghawa (Dar Zaghawa oder Beri-be) liegt in Nord-Darfur im Distrikt Kutum (nordwestlich al-Faschir) und zu einem gleich großen Teil ab der Landesgrenze westlich von Kutum bis zum Shari-Fluss im Tschad. Das Gebiet umfasst etwa 40.000 Quadratkilometer im Sudan und 50.000 Quadratkilometer im Tschad. Anfang der 1970er Jahre und Mitte der 1980er Jahre flohen zahlreiche Zaghawa vor der Dürre des kargen Hügellandes und der umgebenden Halbwüste nach Süd-Darfur, wo sie sich durch Landraub neuer Gebiete bemächtigten, und in Städte wie al-Faschir, Nyala und Omdurman. Weiter nördlich siedelnde Berti drängten ebenfalls südwärts. Besonders in Nord-Darfur verhungerte 1983–84 ein großer Teil des Viehbestandes. Die Ursachen des gegenwärtigen Darfur-Konflikts sind wirtschaftlicher Natur und liegen in dieser ökologisch bedingten Abwanderung vor allem der Zaghawa sowie der sozialen und politischen Marginalisierung der schwarzafrikanischen Volksgruppen in Darfur insgesamt durch die sudanesische Regierung. In die Städte ausgewanderte Zaghawa waren mit Kleinhandel häufig wirtschaftlich erfolgreicher als Migranten innerhalb der ländlichen Regionen. Es gab immer Konflikte mit Nachbarvölkern, vor Mitte der 1980er Jahre blieben diese Konflikte aber lokal begrenzt und waren von geringerer Intensität.
Eine starke Solidarität innerhalb der Clans ermöglichte es ausreisewilligen jungen Männern, die Reisekosten in arabische Länder zu finanzieren, wo sich viele etablieren konnten. Ein großer Teil der Wirtschaftsleistung wird von Zaghawa, die im Ausland und als Händler in den Städten leben, erbracht. Zaghawa sind auf den Märkten sämtlicher größerer Städte vertreten. Gleichzeitig mit den Zaghawa in den 1980er Jahren nach Süden ausgewanderte Midob und die benachbarten, in Norddarfur und im Tschad lebenden Masalit waren wirtschaftlich weniger erfolgreich. Mehr Zaghawa leben außerhalb als im eigentlichen Dar Zaghawa.
Zaghawa sind weder eine homogene Volksgruppe, noch lassen sie sich nach außen klar abgrenzen. Ein ethnisch reines Dar Zaghawa hat es ebenso wenig wie ein abgegrenztes Dar Fur (arabisch „Haus der Fur“) gegeben. Es können drei Untergruppen mit jeweils mehreren Clans unterschieden werden: Die Kobe leben zumeist im Tschad an der sudanesischen Grenze, wenige in Darfur um den Ort Tina westlich al-Faschir. Das traditionelle Siedlungsgebiet der Wogi liegt zwischen Kornoy und al-Faschir. Die Wogi lassen sich weiter in sechs Häuptlingstümer unterscheiden. Die Bidayat (auch: Toba) leben zumeist im Tschad im Gebiet des Ennedi-Massivs. Deren westlichste Gruppe grenzt je nach Betrachtung entweder an die Goran oder sie beanspruchen eine doppelte Identität, was Rivalitäten verschiedener Clans der Bidayat-Goran nicht ausschließt. Bidayat wurden in früheren Beschreibungen als Nomaden, deren Land in einiger Entfernung lag, von den Ackerbau treibenden Zaghawa unterschieden. Als Bidayat wurde früher die Summe von 50 Häuptlingstümern, entsprechend den einzelnen Clans, bezeichnet. Während der französischen Kolonialzeit konnten sie (zwecks besserer Verwaltung) zu den beiden Häuptlingstümern Bilia und Borogat vereinigt werden. Im Grenzbereich zwischen dem Fur- und Zaghawa-Siedlungsgebiet kann die Untergruppe oder der Clan der Kaitinga beiden Volksgruppen zugeordnet werden. Die Unterteilungen bis auf Clanebene sind von praktischer Bedeutung, denn nicht nur alltägliche Auseinandersetzungen um Wasser oder Weideland, auch die Konfliktlinien im mit schweren Waffen ausgetragenen Bürgerkrieg verlaufen entlang Clangrenzen.
Nach traditionellen Herrschaftsbereichen werden Zaghawa eingeteilt in: das führende Sultanat Kobe; Kabka im Tschad und teilweise in Nordwest-Darfur; das Gebiet Dar Galla in Kornoy westlich von Tine; Dar Tuer westlich von Kornoy; das Gebiet Musbat, das sich Mitte der 1990er Jahre von Dar Tuer abtrennte; das Gebiet Dar Artag um den Ort Umm Haraz; Dar Suwayni, welches zwischen Kutum und Umm Haraz liegt; weiter östlich Dar Bire mit Kutum und Hashaba als Zentren, das zum Kaitinga-Clan gehört und schließlich Bideyat im Tschad.
Die Zaghawa sprechen eine nilosaharanische Sprache, die als Zaghawa oder als Beria bezeichnet wird. Mit dem Jebel Marra als Grenzlinie wird weiter östlich mehr Arabisch und die eigene Sprache nicht oder nur noch im Familienkreis gesprochen, westlich überwiegend Beria.

## Landwirtschaft
Im Regenfeldbau werden zur Eigenversorgung hauptsächlich Fingerhirse, Sorghum, Sesam und Wassermelonen angebaut, Erdnüsse, das aus Akazien gewonnene Gummi arabicum und Karkadeh werden exportiert. Eine Ziegenart in Darfur mit lang hängenden Ohren ähnlich der Nubischen Ziege, die am Nil gehalten wird, heißt ebenfalls „Zaghawa“. Von den schwarzafrikanischen Volksgruppen in Darfur betreiben lediglich die Zaghawa in gewissem Umfang nomadische Viehzucht mit Rindern (vorwiegend im Süden), Ziegen und Schafen. Auch die Zaghawa-Untergruppe der Kamelnomaden im Norden gilt als nichtarabisch. Alle anderen nomadischen Ethnien in Darfur haben arabischen Ursprung, wobei die klassische Zweiteilung schwarzafrikanisch – arabisch nicht eindeutig ethnisch zu verstehen ist und durch Volksgruppen wie Zaghawa, die als kulturell teilweise arabisiert bezeichnet werden, aufgeweicht wird. In der dreimonatigen Regenzeit von Juni bis August fallen in der trockenen Gras- und Dornbuschsavanne im Norden des Gebietes 80 bis 200 mm Jahresniederschlag, weiter südlich, in den relativ fruchtbaren zentralen Hügeln mit Schwarzdorn- und Verek-Akazien fallen 200 bis 500 mm.

## Religion
Die Zaghawa sind seit dem 17. Jahrhundert weitgehend islamisiert. Missioniert wurden sie durch verehrte Scheichs, Araber aus der Nil-Region, aus Nordafrika oder Fulbe aus Westafrika, die unter der Obhut der Sultane den Glauben lehrten. Sie sind Sunniten der malikitischen Rechtsschule, integrierten aber in den islamischen Glauben Elemente eigener religiöser Traditionen, die nach wie vor teilweise gepflegt werden. Sufi-Traditionen kamen, später als am Nil, erst im 19. Jahrhundert nach Darfur. Der Tidschaniya-Orden hat sich am weitesten verbreitet. Den größten Einfluss übte in jüngster Zeit Ibrahim Sidi aus, der in al-Faschir bis zu seinem Tod 1999 eine Tidschaniya-Koranschule (Zawiya) leitete.
Zu den traditionellen Vorstellungen gehört die Verehrung heiliger Berge (ha manda), heiliger Felsen (gorbu manda) und heiliger Bäume, denen Ritualopfer, etwa Schafe, ansonsten Mehl und Wasser dargebracht werden. Islamisches Morgengebet und Opfer sind für einen Zaghawa vereinbar, im Gegensatz zu den Nuba, die südöstlich in den Nuba-Bergen siedeln. Dort hat sich die Gesellschaft segmentiert in Muslims, Christen und Anhänger des traditionellen Glaubens. Bei den Zaghawa sind einfach „vorislamische“ Traditionen erhalten geblieben, es sollte bei dem dualen Charakter der Zaghawa-Glaubensvorstellungen stattdessen von großen und kleinen Traditionen im Islam gesprochen werden. Tabus, die Schmiede (arabisch: haddad, auch als Beleidigung verwendet) betreffen, sowie Regenmacherzeremonien waren und sind noch teilweise in der gesamten Sudanzone verbreitet, wobei sie entweder wie bei den Zaghawa zur Religion gehören oder wie bei den Berti, die einen feinen Unterschied zwischen Religion und Tradition machen, sprachlich unterschieden werden. Wegen ihrer Außenseiterrolle werden Schmiede als separate Untergruppe (Haddahate) aufgefasst.

## Politische Situation

### Darfur
Während die Zaghawa im Sudan im anhaltenden Darfur-Konflikt das Zentrum der Aufstandsbewegung gegen die Regierung bilden, dominieren sie das politische System im Tschad. Die seit 2003 in Darfur operierende Rebellengruppe JEM unter ihrem Anführer Khalil Ibrahim besteht hauptsächlich aus Zaghawa-Kobe. Die zweite große, im Februar 2003 gegründete Rebellengruppe der SLA hatte anfangs zwei Führer, Abdalwahid Muhammad al-Nur, einen Fur, und Minni Arcua Minnawi, einen Zaghawa-Wogi. Ihre Mitglieder setzen sich aus Fur, Zaghawa und Masalit zusammen. Von der JEM spaltete sich 2004 die aus Zaghawa-Kabka bestehende Gruppe National Movement for Reform and Development (NMRD) ab, die dann durch enttäuschte Offiziere der tschadischen Armee aus der Volksgruppe der Zaghawa-Kobera Zulauf erhalten haben soll. Die SLA spaltete sich ebenfalls, wobei mit SLA/M der Minnawi-Flügel bezeichnet wird. Die andere Truppe nennt sich SLA-Unity. Sie ist seit 2007 die stärkste Rebellenfraktion und besteht mehrheitlich aus Zaghawa-Wogi. In der Hinwendung zum konservativen Islam der Nationalen Islamischen Front (NIF, einer Parteigründung der Muslimbrüder), als diese Regierungspartei wurde, sahen einige Zaghawa in den 1980er Jahren eine Möglichkeit, sich ihrer Marginalisierung zu entziehen. Der zwischenzeitlich von der Regierung ausgeschlossene Chefideologe der Muslimbrüder Hasan at-Turabi wird verdächtigt, die JEM zu unterstützen, als Teil seines Kampfes gegen die Regierung und um die islamistische Glaubensfront nach Darfur zu erweitern.
Wegen des Bürgerkriegs in Darfur ab 2003 flohen viele Zaghawa in Flüchtlingslager im Tschad oder in das Flüchtlingslager Kalma IDP, 15 Kilometer östlich von Nyala. Dieses Lager wurde im Februar 2004 eingerichtet, die darin lebende Bevölkerung wird auf 80.000 geschätzt. Die Zaghawa leben dort in zwei von acht Sektoren getrennt von der größten Gruppe, den Fur, wobei es dennoch zwischen beiden regelmäßig zu gewaltsamen Streitereien kommt. Auch der Schutz durch UNAMID-Soldaten konnte Übergriffe durch die sudanesische Armee auf die Bewohner des Lagers nicht verhindern.

### Tschad
Der 2021 verstorbene Präsident des Tschads Idriss Déby gehörte zu den Bidayat (genauer: Bilia). Bidayat bilden seit Débys Machtübernahme 1990 konsequenterweise den inneren Machtzirkel der tschadischen Regierung. Eine größere Gruppe Zaghawa aus der Heimatregion des Präsidenten im Osten des Landes ist in die Hauptstadt N’Djamena gezogen. Nach Beginn des Bürgerkriegs in Darfur war Déby gezwungen, um nicht den Rückhalt seiner Volksgruppe zu verlieren, ab 2005 die aufständischen Zaghawa an und jenseits der sudanesischen Grenze mit Waffen zu versorgen. Da die sudanesische Regierung zur selben Zeit begann, Rebellen gegen die Regierung im Tschad zu unterstützen, begann ein Stellvertreterkrieg zwischen beiden Ländern, der Ende Januar 2008 in einen offenen Krieg ausartete, bei dem tschadische Rebellen und einmarschierte sudanesische Truppen N’Djamena angriffen und es ihnen nur mangels ausreichender Bewaffnung nicht gelang, den Präsidenten, der von der sudanesischen JEM und seinen Zaghawa unterstützt wurde, zu stürzen. Die Macht von Präsident Déby beruhte (innerhalb des Landes) auf einer (seiner) Zaghawa-Fraktion, wobei die Minderheit der Zaghawa insgesamt nur ein bis zwei Prozent an der tschadischen Bevölkerung beträgt. Als treibende Kraft hinter dem Putschversuch wird eine andere Zaghawa-Fraktion vermutet, die sich der von Déby kontrollierten Ölindustrie bemächtigen wollte. Die Zaghawa spielen im Tschad wie im Sudan dieselbe Sonderrolle, sie sind zwar in sich zersplittert, aber wirtschaftlich sehr erfolgreich.